# Inkazaunkönig

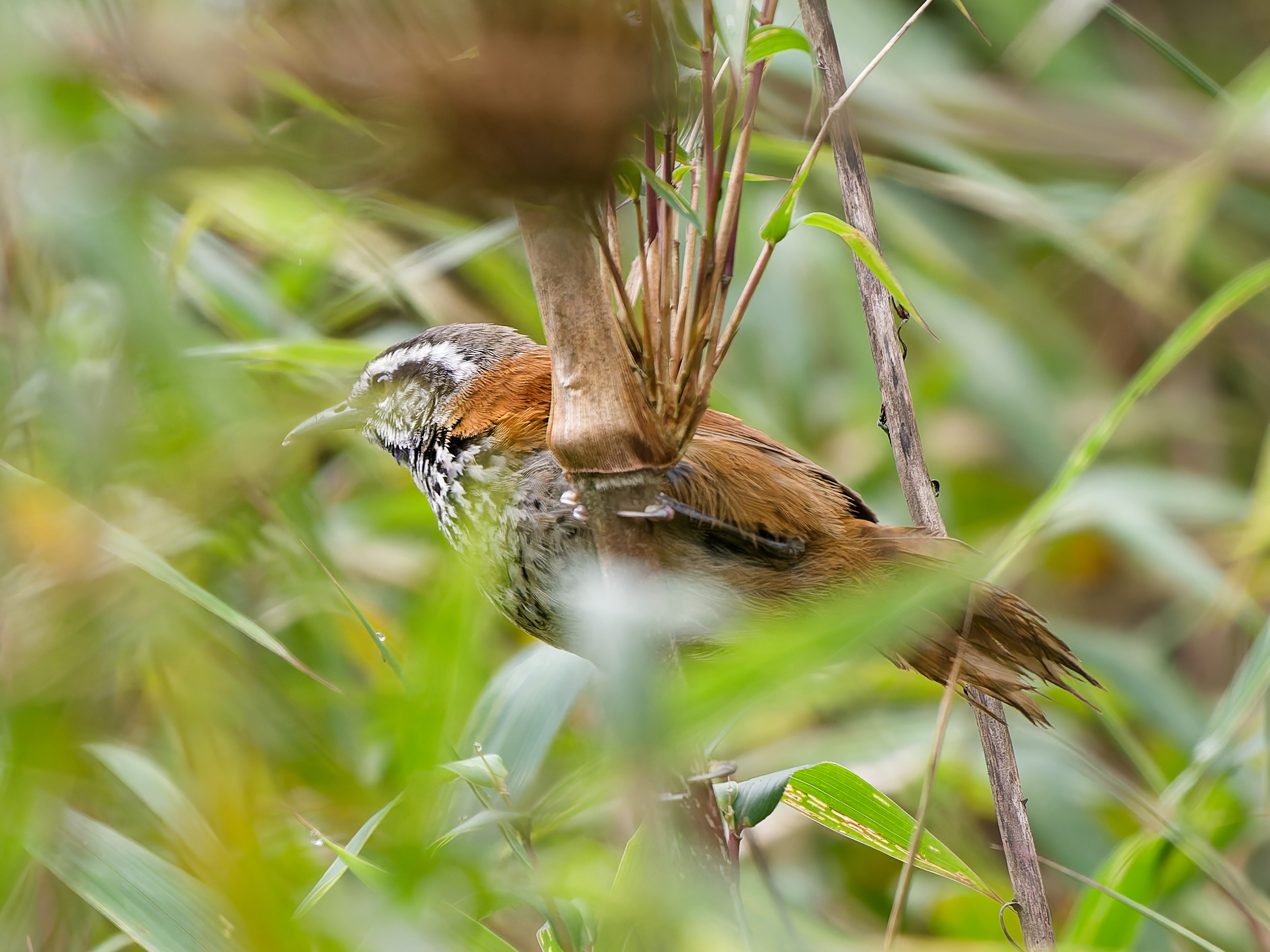
Inkazaunkönig

Der Inkazaunkönig (Pheugopedius eisenmanni) ist eine Vogelart aus der Familie der Zaunkönige (Troglodytidae), die in Peru endemisch ist. Der Bestand wird von der IUCN als nicht gefährdet (Least Concern) eingeschätzt. Die Art gilt als monotypisch.

## Merkmale
Der Inkazaunkönig erreicht eine Körperlänge von etwa 16,0 cm bei einem Gewicht des Männchens von ca. 22,0 bis 27,0 g und des Weibchens von 19,0 bis 23,0 g. Das Männchen ist am Oberkopf, Nacken, der oberen Hälfte der Ohrdecken und an den Zügeln matt schwarz. Dazu hat er einen breiten weißen Überaugenstreif. Der Unterbereich der Ohrdecken ist weiß mit feinen schwarzen Sprenkeln. Der Rest der Oberseite ist hell rostbraun, der Schwanz matter mit unklar abzeichnenden dunkleren Binden. Die Schwungfedern und große Handdecken sind schwärzlich braun mit rostbraunen Säumen. Der größte Teil der Kehle ist weiß mit einem stumpf schwarzen Bartstreif. Die Brust und der Oberbauch sind weiß mit dicken schwärzlichen Sprenkeln. Die Flanken und die Unterschwanzdecken sind matt gelbbraun. Die Augen sind kastanienfarben bis rötlich braun, der Oberschnabel dunkelbraun, der Unterschnabel blaugrau bis silberblau mit schwärzlicher Spitze. Die Beine sind grau hornfarben bis grau schwarz. Das Weibchen unterscheidet sich vom Männchen durch einen kohlegrauen Oberkopf. Die Steuerfedern zeigen meist keine Binden und der Bauch meist keine Sprenkel.

## Verhalten und Ernährung
Es liegen nur wenige Daten zur Nahrung des Inkazaunkönigs vor. Der Mageninhalt einiger untersuchter Exemplare enthielt Käfer, Raupen und Schaben. Typischerweise sucht er in 0,5 bis 1,5 Meter über dem Boden sein Futter. Dies geschieht meist in Paaren oder in Gruppen mit bis zu sechs Artgenossen. Er mischt sich nur selten unter Gruppen anderer Arten.

## Lautäußerungen
Der Gesang des Inkazaunkönigs besteht aus Sequenzen schnellen glucksenden Getrillers. In Gruppen mit bis zu zehn Exemplaren kann das über mehrere Minuten und länger an- und absteigend erfolgen. Die Geschlechter singen antiphonisch. Der Gesang des Weibchens ist höher als der des Männchens. Er gibt außerdem scharfe tschip-tschip-tschip-Töne von sich.

## Fortpflanzung
Daten zur Brutbiologie des Inkazaunkönigs liegen nicht vor.

## Verbreitung und Lebensraum

Verbreitungsgebiet (grün) des Inkazaunkönigs in Peru

Der Inkazaunkönig bevorzugt das Dickicht mit Bambus der Gattung Chusquea. Er meidet dichten schattigen Wald. Hier bewegt er sich in Höhenlagen von 1830 bis 3350 Metern.

## Migration
Es wird vermutet, dass der Inkazaunkönig ein Standvogel ist.

## Etymologie und Forschungsgeschichte
Die Erstbeschreibung des Inkazaunkönigs erfolgte 1985 durch Theodore Albert Parker III und John Patton O’Neill unter dem wissenschaftlichen Namen Thryothorus eisenmanni. Das Typusexemplar wurde von O’Neill am 4. August 1974 bei San Luís bei Cusco gesammelt. Bereits 1851 führte Jean Louis Cabanis die für die Wissenschaft neue Gattung Pheugopedius ein. Dieser Name leitet sich von »pheugō φευγω« für »meiden, fliehen« und »pedion, pedon πεδιον, πεδον« für »offenes Land, Boden« ab. Der Artname »eisenmanni« ist Eugene Eisenmann gewidmet.